# Associação Atlética da Bahia
Maillots
L'Associação Atlética da Bahia est un club brésilien de football basé à Salvador dans l'État de Bahia.

## Palmarès
- Championnat de Bahia :
  - Champion : 1924